# アルテミッシュNIGHT
『アルテミッシュNIGHT』（アルテミッシュナイト）は、テレビ東京系列局の一部で放送されていたテレビ東京製作の女性向けのバラエティ番組。全102回。
製作局のテレビ東京では1998年4月5日から2000年3月26日まで、毎週日曜 1:30 - 2:24（土曜深夜）に放送されていた。

## 概要
前番組の『ギルガメッシュないと』がテレビ東京の放送番組審議会（第226回）で審議された結果、4月の番組改編で「路線は似ているが若い女性が見ても楽しめることを目指して女性向け情報番組」として編成されたのが当番組である。
女性向けの深夜番組ということで「アロマフィットネス」「ランジェリーシネマ」「ベストカップルを探せ!」「おしり（美尻）特集」「痩せる秘訣（スリミング）」「バストアップ」「エステ」「最新水着特集」「キャバクラ道場破り」「コギャル変身メイク」「世界一の美女になる方法」「世界一周エステ」「美容整形」といった女性視聴者をターゲットにした健康的な内容が多かった。
- 視聴率

開始当初から平均視聴率は2％～3％台と伸び悩み、前番組のような人気は得られなかった。以降、同局でお色気要素のある深夜番組は1985年に放送終了した『夜はエキサイティング』以来（『ギルガメッシュないと』がスタートするまでの6年間、深夜のお色気路線を休止していた）、2005年の『やりすぎコージー』まで再び5年間休止状態となる。そのため、次番組の『喝!リベンジナイト』では前番組のタイトルを踏襲しながらも内容はフジテレビ『オールナイトフジ』の復権を狙い、女子大生を中心とした通常の深夜バラエティ番組として制作された。

## エピソード
- 2012年にBSジャパンで放送された『ギルガメッシュLIGHT』は、タイトルは『ギルガメッシュNIGHT』を踏襲しているが番組の内容は事実上、当番組に近い。
- 放送1年目ではグラビアアイドルの松田純と俳優の石黒賢が司会を務めていたが、2年目に入ると石黒が降板し、以後は松田とアンバランスが司会を務めるようになった。最終回のエンディングでは2年間司会を務めた松田による最後の挨拶が行われたが、この挨拶は最後の5秒間しかオンエアされなかった。
- 放送当時、前番組のようなお色気要素満載の内容を期待していた視聴者からは「男が見ても女が見てもつまらない」といった意見が多く寄せられており、同時間帯（土曜深夜のバラエティ）の視聴層も減少していたことから番組終了の原因は自主規制ではなく、番組人気が維持できなかったためである。

## 主なコーナー・企画
基本的には前番組である『ギルガメッシュNIGHT』のコーナーを引き継いでいるものが多い。
- ラップ治療院[注釈 1]
  - Dr.ムネによるラップに乗せてグラビアアイドルが水着姿で指圧を受ける内容。
  - 『ギルガメッシュNIGHT』の「ギルガメ治療院」を受け継いだコーナーである。
- ラブラブ秘湯めぐり
  - 桜 菜々とみわゆうこが秘湯をリポートする内容
  - 「いざ、入湯～」と言ってバストを揺らすのが定番であった。
  - 『ギルガメッシュNIGHT』の「ギルガメ温泉巡り」（ロケ企画）に当たるコーナーである。
- ランジェリーシネマ→BAR CINEMA→シネマ・コレクション
  - 白鳥智恵子がオススメのランジェリー姿で映画紹介をするコーナー
  - 『ギルガメッシュNIGHT』の「バスルームシネマ」に当たる。
- アルテミ写真館
  - 『ギルガメッシュNIGHT』の「ギルガメ写真館」を引き継いだコーナー。
- アルテミヘッドライン
- おしり（美尻）特集[注釈 2]

## 出演者

### 司会
- 松田純
- 石黒賢 - 「BAR CINEMA」のコーナー出演者も兼任。
- アンバランス - 「アンバランス・レポート」のコーナー出演者も兼任。

### コーナー出演者
- VENUS - このうち、田中沙斗子は「ラップ治療院」のコーナーに出演
- CUE♥GIRLS
- 白鳥智恵子
- 宮島依里 - 「BAR CINEMA」のコーナーに出演
- Dr.ムネ[2] -「ラップ治療院」のコーナーに出演
- 大沢舞子 - 「ラップ治療院」のコーナーに出演
- みわゆうこ
- 本城小百合
- 桜菜々
- 藤崎彩花
- 桜真琴

## スタッフ
- ナレーター：垂木勉
- 構成：安延拓実、青島利幸、鶴芳郎
- リサーチ：竹友ミカ
- 技術：ACT (現・テクノマックス)
- 美術：テレビ東京美術センター (現・テレビ東京アート)
- 制作進行：春名康好
- ディレクター：小峰潔貴、藤岡秀万、鈴木努
- 総合演出：武田幹治
- プロデューサー：川幡浩（第1期、演出も兼任）→ 大原潤三（第2期）
- シニアプロデューサー：斧賢一郎
- 制作協力：THE WORKS
- 製作著作：テレビ東京

## 放送局
| 放送対象地域 | 放送局     | 系列           | 放送日時 | 備考   |
| ------------ | ---------- | -------------- | --- | ------ |
| 関東広域圏   | テレビ東京 | テレビ東京系列 | 土曜 25:30 - 26:24 （1998年4月4日 - 2000年3月25日） | 製作局 |
| 愛知県       | テレビ愛知 | テレビ東京系列 | 土曜 24:40 - 25:35 （1998年4月11日 - 1999年1月30日） 土曜 25:10 - 26:05 （1999年2月6日 - 1999年11月6日） 土曜 24:40 - 25:35 （1999年11月13日 - 2000年3月25日） 土曜 25:10 - 26:05 （2000年4月1日） |        |
| 大阪府       | テレビ大阪 | テレビ東京系列 | 土曜 25:30 - 26:25 |        |